# Piotr Koryś
Piotr Krzysztof Koryś – polski ekonomista, doktor habilitowany nauk społecznych, profesor na Uniwersytecie Warszawskim, specjalista od historii gospodarczej.

## Kariera naukowa
W 1998 roku uzyskał tytuł magistra ekonomii na Uniwersytecie Warszawskim (UW). W 2004 roku na Wydziale Nauk Ekonomicznych tej uczelni uzyskał stopień doktora nauk ekonomicznych na podstawie rozprawy pt. Prawicowa modernizacja. Polityka gospodarcza w ideologii Narodowej Demokracji w latach 1918–1926, której promotorem był Jacek Kochanowicz. W tym samym roku został zatrudniony na UW, a w 2020 roku uzyskał na nim stopień doktora habilitowanego nauk społecznych na podstawie pracy pt. Rozwój gospodarczy ziem polskich w epoce nowoczesnej (1800–2000).